# Баш-Шидинська сільська рада
Баш-Шиди́нська сільська рада (рос. Баш-Шидинский сельский совет) — муніципальне утворення у складі Нурімановського району Башкортостану, Росія. Адміністративний центр — присілок Баш-Шиди.

## Населення
Населення — 857 осіб (2019, 886 в 2010, 930 в 2002).

## Склад
До складу поселення входять такі населені пункти:
| Населений пункт       | Населення, осіб (2002) | Населення, осіб (2010) |
| --------------------- | ---------------------- | ---------------------- |
| Баш-Шиди, присілок    | 272                    | 228                    |
| Великі Шиди, присілок | 451                    | 456                    |
| Малі Шиди, присілок   | 207                    | 202                    |